# Фаріс Мумбанья
Фарі́с Пемі́ Мумбанья́ (фр. Faris Pemi Moumbagna; нар. 1 липня 2000, Яунде) — камерунський футболіст, нападник французького клубу «Олімпік» (Марсель) і збірної Камеруну.

## Клубна кар'єра
В липні 2018 року перейшов в «Бетлегем Стіл». Дебютував у Чемпіонаті USL проти дубля «Нью-Йорк Ред Буллз». В травні 2020 року перейшов в норвезький клуб «Крістіансунн», підписавши контракт на 3 роки. 21 червня дебютував за нову команду в матчі Елітесеріен проти «Олесунна». 4 жовтня відзначився першим голом за «Крістіансунн» в матчі Елітесеріен у ворота «Олесунна». Всього в сезоні 2020 провів за «Крістіансунн» 24 матчі і забив 4 голи.
В серпні 2021 року перейшов на правах оренди в данський клуб «Сеннер'юск» до кінця сезону з опцією викупу. 23 вересня дебютував за «Сеннер'юск» в матчі третього раунду Кубка Данії проти Б 1913 і відзначився першим голом за клуб. Через чотири дні, 27 вересня, дебютував у данській Суперлізі, вийшовши на заміну Емілю Корнвігу в матчі з «Орхусом».
12 січня 2023 року перейшов в норвезький клуб «Буде-Глімт». 16 лютого дебютував за «Буде-Глімт», вийшовши в стартовому складі матчу плей-оф Ліги конференцій УЄФА 2022—2023 проти «Леха» (Познань). 23 квітня відзначився першим голом за «Буде-Глімт» в матчі Елітесеріен у ворота «Олесунна». 3 серпня забив перший м'яч в єврокубках, в матчі другого кваліфікаційного раунду Ліги конференцій УЄФА 2023—2024 у ворота «Богеміанс 1905». Всього зіграв за клуб 50 матчів, забив 24 голи та віддав 9 результативних передач. і став чемпіоном Норвегії сезону 2023.
20 січня 2024 року перейшов до французького клубу Ліги 1 «Олімпік» (Марсель), уклавши з ним контракт до 2028 року. Сума трансферу становила 8 млн євро. 4 лютого дебютував за нову команду, вийшовши на заміну Іліману Ндіає в матчі Ліги 1 в дербі Олімпіків проти «Ліона». 9 лютого відзначився своїм першим голом за клуб в матчі Ліги 1 проти «Меца». 15 лютого дебютував в Лізі Європи УЄФА в матчі плей-оф проти донецького «Шахтаря».
17 серпня 2024 року в матчі Ліги 1 проти «Бреста» отримав важку травму — розрив хрестоподібних зв'язок правого коліна.

## Кар'єра в збірній
Виступав за збірні Камеруну до 17 і до 20 років.
В листопаді 2023 року вперше викликаний до збірної Камеруну головним тренером Рігобером Сонгом для участі в матчах відбіркового турніру до чемпіонату світу 2026 року проти збірних Маврикію і Лівії. 17 листопада дебютував за збірну Камеруну, вийшовши в стартовому складі матчу проти Маврикію.
28 грудня 2023 року був включений в офіційну заявку збірної Камеруну для участі в матчах фінальної частини Кубка африканських націй 2023 року. На турнірі зіграв в матчах групового етапу проти збірних Гвінеї, Сенегалу і Гамбії., а також в 1/8 фіналу проти збірної Нігерії, де камерунці поступились і вибули з чемпіонату.

## Статистика виступів

### Клубна статистика
Станом на 17 серпня 2024 
| Клуб              | Сезон             | Чемпіонат         | Чемпіонат | Чемпіонат | Кубок | Кубок | Єврокубки | Єврокубки | Всього | Всього |
| Клуб              | Сезон             | Дивізіон          | Матчі     | Голи      | Матчі | Голи  | Матчі     | Голи      | Матчі  | Голи   |
| ----------------- | ----------------- | ----------------- | --------- | --------- | ----- | ----- | --------- | --------- | ------ | ------ |
| Бетлегем Стіл     | 2018              | Чемпіонат USL     | 15        | 3         | 0     | 0     | —         | —         | 15     | 3      |
| Бетлегем Стіл     | 2019              | Чемпіонат USL     | 25        | 11        | 0     | 0     | —         | —         | 25     | 11     |
| Бетлегем Стіл     | Всього            | Всього            | 40        | 14        | 0     | 0     | —         | —         | 40     | 14     |
| Кристіансунн      | 2020              | Елітесеріен       | 24        | 4         | 0     | 0     | —         | —         | 24     | 4      |
| Кристіансунн      | 2021              | Елітесеріен       | 11        | 0         | 0     | 0     | —         | —         | 11     | 0      |
| Кристіансунн      | 2022              | Елітесеріен       | 14        | 5         | 0     | 0     | —         | —         | 14     | 5      |
| Кристіансунн      | Всього            | Всього            | 49        | 9         | 0     | 0     | —         | —         | 49     | 9      |
| → Сеннер'юск      | 2021–22           | Данська Суперліга | 10        | 0         | 4     | 1     | —         | —         | 14     | 1      |
| Буде-Глімт        | 2023              | Елітесеріен       | 28        | 15        | 8     | 3     | 14        | 6         | 50     | 24     |
| Олімпік (Марсель) | 2023–24           | Ліга 1            | 13        | 3         | 0     | 0     | 7         | 1         | 20     | 4      |
| Олімпік (Марсель) | 2024–25           | Ліга 1            | 1         | 0         | 0     | 0     | 0         | 0         | 1      | 0      |
| Олімпік (Марсель) | Всього            | Всього            | 14        | 3         | 0     | 0     | 7         | 1         | 21     | 4      |
| Всього за кар'єру | Всього за кар'єру | Всього за кар'єру | 141       | 50        | 12    | 4     | 21        | 7         | 174    | 52     |

Примітки
1. ↑  Матчі в Лізі конференцій УЄФА
2. ↑  Матчі в Лізі Європи УЄФА

### Міжнародна статистика
Станом на 11 червня 2024
| Збірна            | Сезон             | Товариські | Товариські | Офіційні | Офіційні | Всього | Всього |
| Збірна            | Сезон             | Матчі      | Голи       | Матчі    | Голи     | Матчі  | Голи   |
| ----------------- | ----------------- | ---------- | ---------- | -------- | -------- | ------ | ------ |
| Камерун           |                   |            |            |          |          |        |        |
| 2023              | 0                 | 0          | 2          | 0        | 2        | 0      |        |
| 2024              | 0                 | 0          | 6          | 0        | 6        | 0      |        |
| Всього за кар'єру | Всього за кар'єру | 0          | 0          | 8        | 0        | 8      | 0      |

### Матчі за збірну
Станом на 11 червня 2024
| Матчі Фаріса Мумбаньї за збірну Камеруну | Матчі Фаріса Мумбаньї за збірну Камеруну | Матчі Фаріса Мумбаньї за збірну Камеруну | Матчі Фаріса Мумбаньї за збірну Камеруну | Матчі Фаріса Мумбаньї за збірну Камеруну | Матчі Фаріса Мумбаньї за збірну Камеруну | Матчі Фаріса Мумбаньї за збірну Камеруну | Матчі Фаріса Мумбаньї за збірну Камеруну |
| №                                        | Дата                                     | Суперник                                 | Рахунок                                  | Голи                                     | Картки                                   | Хвилини                                  | Змагання                                 |
| ---------------------------------------- | ---------------------------------------- | ---------------------------------------- | ---------------------------------------- | ---------------------------------------- | ---------------------------------------- | ---------------------------------------- | ---------------------------------------- |
| 1                                        | 17 листопада 2023                        | Маврикій                                 | 3–0                                      |                                          |                                          | 70'                                      | Відбіркові матчі ЧС-2026                 |
| 2                                        | 21 листопада 2023                        | Лівія                                    | 1–1                                      |                                          |                                          | 20'                                      | Відбіркові матчі ЧС-2026                 |
| 3                                        | 15 січня 2024                            | Гвінея                                   | 1–1                                      |                                          |                                          | 5'                                       | Фінальні матчі КАН-2023                  |
| 4                                        | 19 січня 2024                            | Сенегал                                  | 1–3                                      |                                          |                                          | 16'                                      | Фінальні матчі КАН-2023                  |
| 5                                        | 23 січня 2024                            | Гамбія                                   | 3–2                                      |                                          |                                          | 18'                                      | Фінальні матчі КАН-2023                  |
| 6                                        | 27 січня 2024                            | Нігерія                                  | 0–2                                      |                                          |                                          | 1'                                       | Фінальні матчі КАН-2023                  |
| 7                                        | 8 червня 2024                            | Кабо-Верде                               | 4–1                                      |                                          |                                          | 6'                                       | Відбіркові матчі ЧС-2026                 |
| 8                                        | 11 червня 2024                           | Ангола                                   | 1–1                                      |                                          |                                          | 9'                                       | Відбіркові матчі ЧС-2026                 |

Всього: 8 матчів / 0 голів; 3 перемоги, 3 нічиї, 2 поразки.

## Досягнення
- Чемпіон Норвегії: 2023[15]